# Joseph Messinger
Joseph Messinger, né à Etterbeek (Belgique) le 2 juillet 1945 et mort le 17 août 2012 à Luynes (Indre-et-Loire), était un écrivain belge, auteur de livres sur les gestes, à destination du grand public.

## Biographie
Joseph Messinger, psychologue de formation, s'est intéressé au décryptage non-verbal et à la programmation neuro-gestuelle. Ancien Maître de conférence au CRPS (Centre de recherches psychosomatique de Bruxelles), il a commencé sa carrière comme hypnothérapeute, et psychothérapeute, avant de se consacrer à la symbolique du langage des gestes. Marié avec Caroline Messinger, ils ont eu deux enfants. En 1993, il publie la première édition de Ces gestes qui vous trahissent. Il est auteur d'ouvrages sur la gestuelle et la communication verbale dont Les mots qui polluent, les mots qui guérissent, co-écrits avec Caroline Messinger. Il crée en 2011 une école des gestes où il enseigne une technique d’auto hypnose posturale originale : la PNG (Programmation Neuro Gestuelle, méthode présentée en 2010 dans Ces gestes qui vous changeront la vie.) À son décès en 2012, Caroline Messinger reprend la direction de son école.